# تيم كراوتش
تيم كراوتش (بالإنجليزية: Tim Crouch)‏ هو كاتب مسرحي ومخرج بريطاني، ولد في 1964 في بونكور رجيس ‏ في المملكة المتحدة.